# يوغسلافيا السابقة

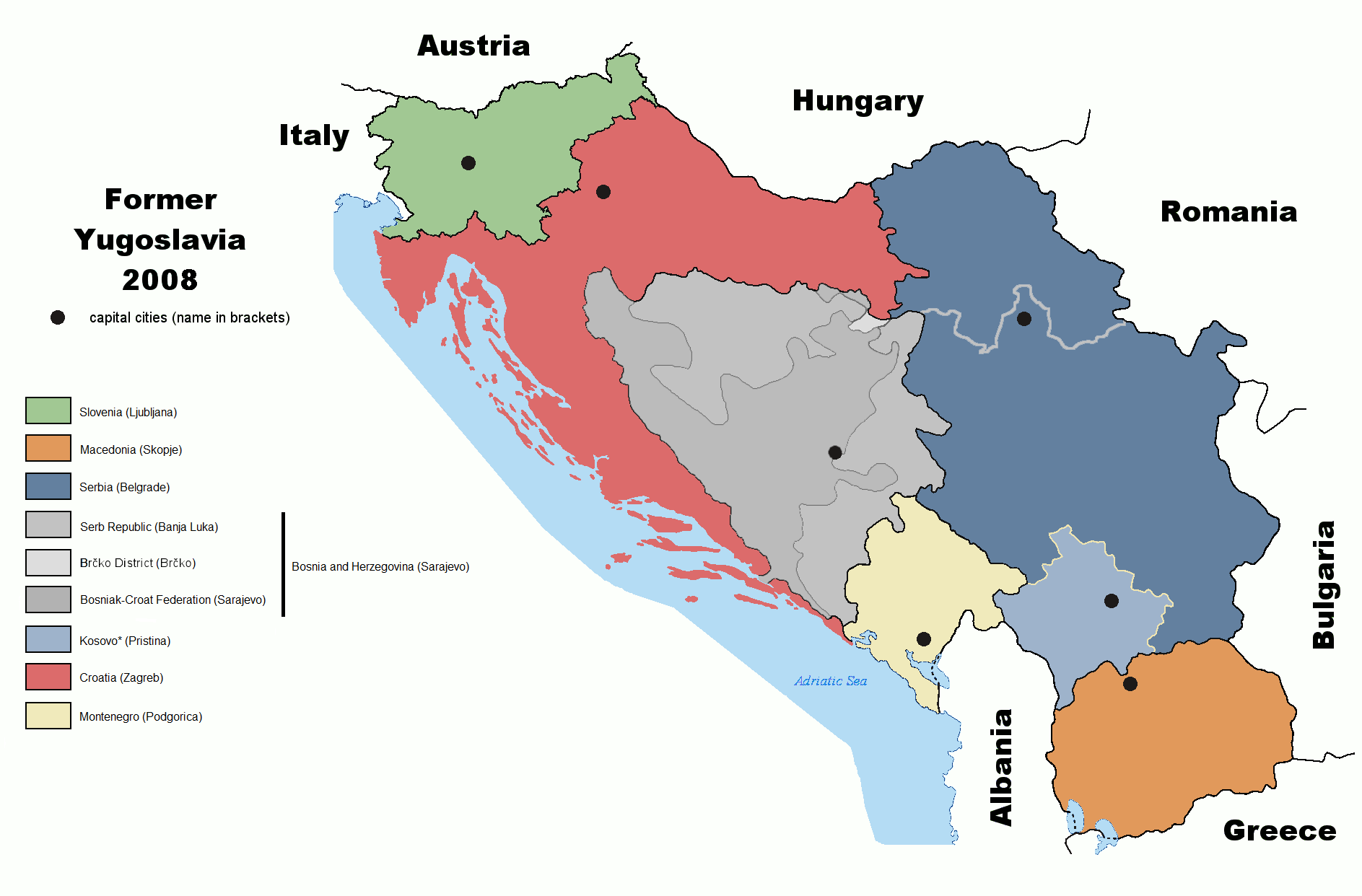
خارطة يوغوسلافيا السابقة

يوغوسلافيا السابقة هو مصطلح يستخدم لوصف دول جمهورية يوغوسلافيا الاتحادية الاشتراكية التي نجحت في الانفصال عن جمهورية يوغوسلافيا الاتحادية (صربيا والجبل الأسود فيما بعد)، مما أدى إلى تفكك يوغوسلافيا وانهيارها عام 1992. تم تفكيك يوغوسلافيا عام 1993

## تاريخ
بدء التحرك نحو توحيد السلافيين في أوائل القرن التاسع عشر الميلادي، فقد توحدت سلوفينيا، كرواتيا تحت حكم نابليون الأول، ثم ارتبطتا بصورة رسمية بآل هابسبيرج حكام النمسا والمجر. ولكن فترة الاتحاد بين سلوفينيا والكروات قصيرة الأجل شجعت الطرفين على السعي لتأسيس دولة السلافيين الجنوبيين . واهتمت صربيا التي نالت استقلالها من العثمانيين سنة 1878م بهذه الحركة . غير أن دولة النمسا المجر التي كانت تحكم سلوفينيا حالت دون منح هذه المنطقة استقلالها ، بل إنها إضافة إلى ذلك قامت بضم البوسنة والهرسك. اشتدت الحركة المطالبة بتوحيد السلافيين الجنوبيين في أوائل القرن العشرين. وفي 28 يونيو 1914 م أقدم كافريلو برنسيب، وهو صربي من البوسنة، على اغتيال الأرشيدوق النمساوي فرانسيس فرديناند في سراييفو . واتهمت النمسا، المجر الصرب بالتخطيط لهذا الاغتيال، وأعلنت عليهم الحرب، مما شكل بداية الحرب العالمية الأولى. وفي نهاية الحرب منيت النمساـ المجر بالهزيمة سنة 1918م، فاستطاع الجنوبيون تأسيس دولتهم الخاصة.

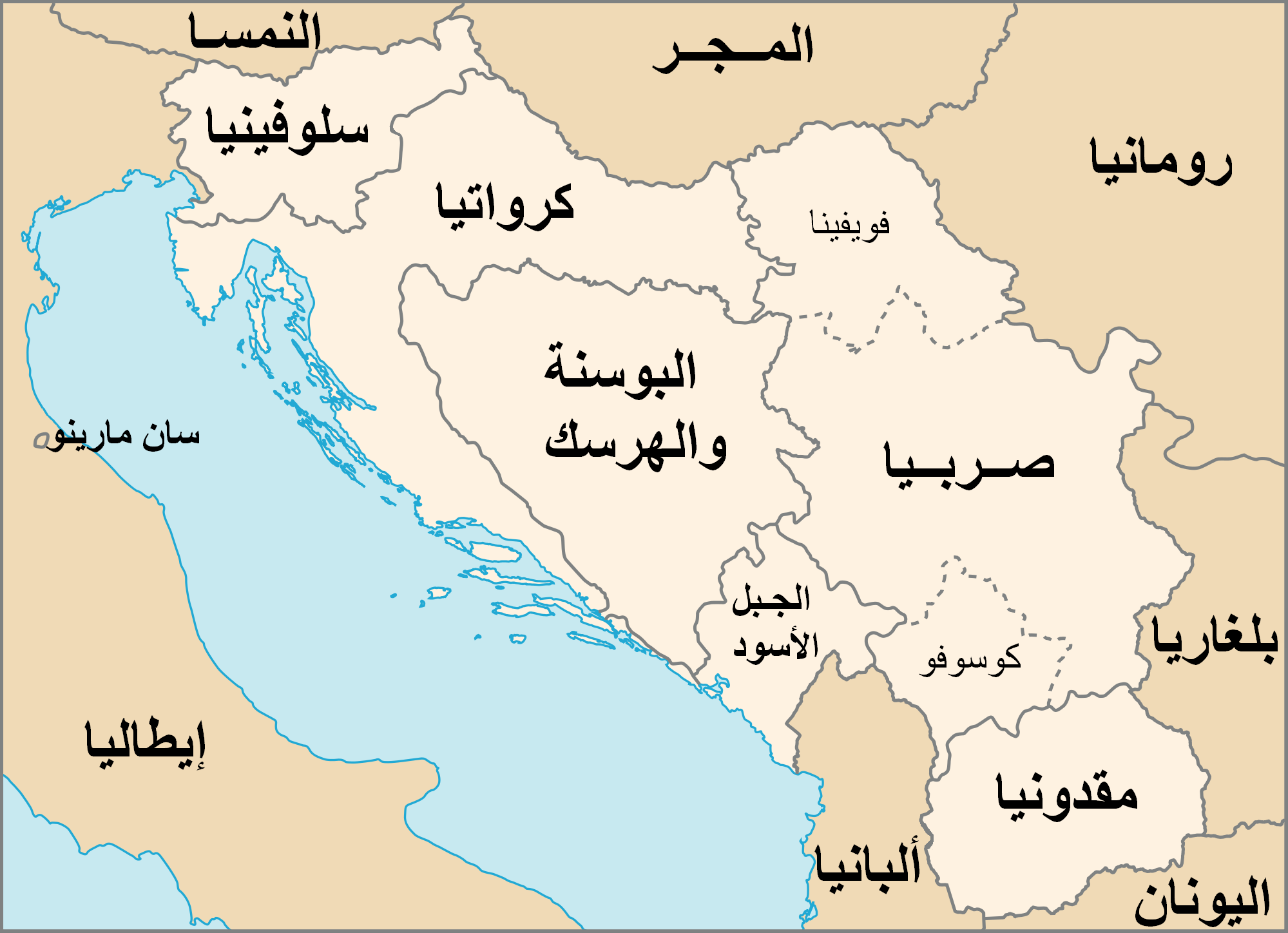
جمهوريات يوغوسلافيا بعد تقسيمها، بالإضافة إلى مناطق الحكم الذاتي.

تشكلت دولة جديدة سميت مملكة الصـرب والكـروات والسلوفينيـين في أول ديسمـبر 1918م ، وكانت تتألف من البوسنة، الهرسك، الكروات، دالماشيا، الجبل الأسود، صربيا وسلوفينيا. وأصبح الملك بيتر الأول ملك صربيا ملكاً للدولة الجديدة. وكان شيخاً مسناً ومريضاً، لذلك ناب عنه ابنه ألكسندر في حكم البلاد . وعندما توفي بيتر خلفه ابنه باسم الملك ألكسندر الأول. وسرعان ما ظهرت المشاكل ، إذ اعتقد السلوفينيون والكروات بأن الصرب يتمتعون بنفوذ أكبر في الحكومة، وطالبوا بسلطات أوسع لإدارة شؤونهم المحلية . وأوجدت المجموعات العرقية الكثيرة الموجودة في البلاد مشاكل إضافية أخرى للوحدة . بعد الحرب العالمية الثانية وحكم الشيوعيين البلاد، أصبحت يوغوسلافيا جمهورية في 29 نوفمبر 1945 تحت اسم جمهورية يوغوسلافيا الشعبية الاتحادية. وتم أُلغاء الملكية، وضع دستور 1946 يوغوسلافيا رسمياً على أنها دولة اتحادية، أي أن الجمهوريات الست تكون مسؤولة عن إدارة شؤونها الخاصة مع منح كل من مقاطعتي كوسوفو وفويفودينا حكماً ذاتياً داخل صربيا. كانت يوغوسلافيا حليفة مقربة من السوفييت، غير أن تيتو رفض هيمنة الاتحاد السوفييتي على شؤون البلاد . وفي سنة 1948 م قطع السوفييت العلاقات مع يوغوسلافيا، فاتجهت يوغوسلافيا نحو الولايات المتحدة والدول الغربية الأخرى تطلب منها العون، فقدمت الولايات المتحدة المساعدة الاقتصادية إليها في سنة 1951 م، كما منحتها مساعدة عسكرية بعد ذلك . في سنة 1955م ، أي بعد موت ستالين بسنتين، أعاد الزعماء السوفييت واليوغوسلاف العلاقات بينهما . ولكن تيتو رفض المشاركة في الحرب الباردة،
بدأ الاقتصاد اليوغوسلافي في التدهور في أواخر السبعينيات، وأخذت البلاد تعاني من التضخم الاقتصادي الشديد، ومن مشاكل أخرى . وظهرت فجوة اقتصادية عميقة بين الجمهوريات النامية في البلاد ، مثل كرواتيا وسلوفينيا، والجمهوريات الأقل نمواً مثل مقدونيا والجبل الأسود. دعا الكثير من المواطنين في أواخر الثمانينيات إلى اتخاذ نظام سياسي متعدد الأحزاب . وفي سنة 1990 م أقرّ الحزب الشيوعي إنهاء هيمنته على السلطة في البلاد، وتشكل على إثر ذلك أحزاب جديدة وجرت انتخابات متعددة الأحزاب في الجمهوريات كافة . ساد التوتر لسنوات عديدة بين المجموعات العرقية المختلفة في يوغوسلافيا، ولا سيما بين الصرب، الكروات والألبانيين، ونادى بعض الكروات والسلوفينيين في الستينيات بالانفصال عن يوغوسلافيا، واشتدت هذه الفكرة أثناء الثمانينيات، وازدادت المطالبة بالاستقلال كذلك بين الألبانيين في كوسوفو خلال الثمانينيات. في مايو من عام 1991 حالت صربيا دون اختيار مرشح كرواتي لرئاسة مجلس الرئاسة اليوغوسلافي حسبما كان مقرراً بموجب النظام الدوري السنوي، فكان ذلك من بين الأسباب التي أدت إلى إعلان كرواتيا وسلوفينيا استقلالهما في أواخر شهر يونيو. وهكذا اندلعت المعارك بين الصرب الموجودين في كرواتيا والمليشيا الكرواتية. وتدخَّل الجيش اليوغوسلافي إلى جانب الصرب، واستولت القوات الصربية على نحو 30% من الأرض الكرواتية . ثم أُعلن عن وقف إطلاق النار الذي انتهت بموجبه معظم المعارك في يناير 1992م . ثم اندلع القتال مرة أخرى في عام 1995م ، واستطاع الكروات استعادة معظم ما استولى عليه الصرب من أراضٍ . أعلنت مقدونيا استقلالها في سبتمبر 1991 وفي مارس 1992 صوتت أغلبية مسلمي البوسنة، وكروات البوسنة والهرسك، بجانب الاستقلال عن يوغوسلافيا في استفتاء مباشر. وقاطع الصِّرب هذا الاستفتاء، وبدأت المعارك بين الصرب الذين طالبوا بجزء من أراضي الجمهورية من جهة، والمسلمين والكروات من جهة أخرى، وتمكن الصرب من الاستيلاء على ثلثي أراضي البوسنة والهرسك. وفي شهر أبريل تم تشكيل يوغوسلافيا الجديدة من صربيا والجبل الأسود، وأجرى الألبانيون في كوسوفو انتخابات برلمانية واختاروا رئيساً لهم، فاعتبرت الحكومة اليوغوسلافية هذا الإجراء غير شرعي. كذلك أعلن الألبانيون في كوسوفو عن خططهم بشأن التحول نحو حكم ذاتي . وفي شهر مايو فرضت الأمم المتحدة حصاراً اقتصادياً على التجارة مع يوغوسلافيا، في محاولة منها لإنهاء المعارك في البوسنة والهرسك. وفي سبتمبر 1992 م سحبت الأمم المتحدة اعترافها بعضوية يوغوسلافيا في المنظمة.
في يوليو 1994م ، طلبت يوغوسلافيا من صرب البوسنة الإذعان لخطة السلام الدولية. وعندما رفض صرب البوسنة الطلب اليوغوسلافي عمل سلوبودان مليوزيفتش على قطع المساعدات من صرب البوسنة. كما وافقت الحكومة اليوغوسلافية على وجود المراقبين الدوليين على الحدود البوسنية للتأكد من سريان حظر دخول الأسلحة إليها . وبالمقابل عملت الأمم المتحدة على رفع جزئي للعقوبات التي كانت قد فرضت على يوغوسلافيا . وفي نوفمبر 1995م، وقع قادة البوسنة والهرسك، كرواتيا وصربيا اتفاقية سلام تم بموجبها تقسيم البوسنة والهرسك إلى اتحاد بوسني كرواتي وجمهورية صربية . ووضعت هذه الاتفاقية نهاية للصراع الدامي في المنطقة . اعتقلت السلطات الحكومية ميلوشيفيتش بتهمة الفساد، وطالبت المحكمة الدولية لجرائم الحرب في يوغسلافيا ومقرها لاهاي بتسليم ميلوشيفيتش تمهيداً لمحاكمته . وفي 4 يوليو 2001م، مثل ميلوشيفيتش أمام المحكمة الدولية، حيث وجهت له اتهامات بارتكاب جرائم قتل وتشريد المواطنين الألبان في إقليم كوسوفو، وفي مارس 2006م ، عثر على ميلوشيفيتش ميتاً في زنزانته بسجن لاهاي. أقرت يوغوسلافيا دستوراً جديداً في عام 2003م ، وبمقتضاه أصبح اسمها جمهورية صربيا والجبل الأسود، وفي مايو 2006م ، أعلنت النتائج النهائية للاستفتاء على مستقبل جمهورية الجبل الأسود، وبلغت نسبة المؤيدين لانفصال جمهورية الجبل الأسود عن جمهورية صربيا 55.5%، وبلغت نسبة المشاركين في الاستفتاء أكثر من 85% من إجمالي عدد السكان الذين يحق لهم الاقتراع . وبهذه النتيجة، استعاد الجبل الأسود استقلاله الذي فقده في عام 1918م، وانتنهى آخر أثر لجمهورية يوغوسلافيا السابقة.

## الدول
هذا سرد لدول جغرافيا من الشمال الغربي إلى الجنوب الشرقي:
- سلوفينيا (1991 إلى الآن)
- كرواتيا (1991 إلى الآن)
- البوسنة والهرسك (1992 إلى الآن)
- صربيا والجبل الأسود (1992 إلى 2006)
  -  الجبل الأسود (2006 إلى الآن)
  -  صربيا (2006 إلى الآن)
    -  كوسوفو (2008 إلى الآن)
- جمهورية مقدونيا الشمالية (1991 إلى الآن)